# Zemský okres Oberallgäu
Zemský okres Oberallgäu (německy Landkreis Oberallgäu) je okres v německé spolkové zemi Bavorsko, ve vládním obvodě Švábsko. Sídlem správy okresu je město Sonthofen. Okres leží na jihozápadě Bavorska u hranic s Rakouskem a německou spolkovou zemí Bádensko-Württembersko.

## Města a obce
| Města | Obce |
| --- | --- |
| 1. Immenstadt im Allgäu 2. Sonthofen Obce s tržním právem (Markt) 1. Altusried 2. Bad Hindelang 3. Buchenberg 4. Dietmannsried 5. Oberstaufen 6. Oberstdorf 7. Sulzberg 8. Weitnau 9. Wertach 10. Wiggensbach | 1. Balderschwang 2. Betzigau 3. Blaichach 4. Bolsterlang 5. Burgberg im Allgäu 6. Durach 7. Fischen im Allgäu 8. Haldenwang 9. Lauben 10. Missen-Wilhams 11. Obermaiselstein 12. Ofterschwang 13. Oy-Mittelberg 14. Rettenberg 15. Waltenhofen 16. Wildpoldsried |

## Sousední okresy
| Růžice kompasu | Ravensburg | Unterallgäu             |           | Růžice kompasu |
| Růžice kompasu | Lindau     | Sever                   | Ostallgäu | Růžice kompasu |
| Růžice kompasu | Lindau     | Zemský okres Oberallgäu | Ostallgäu | Růžice kompasu |
| Růžice kompasu | Lindau     | Jih                     | Ostallgäu | Růžice kompasu |
| Růžice kompasu |            |                         |           | Růžice kompasu |